# George Arundale
George Sidney Arundale, född 1 december 1878, död 12 augusti 1945, var en brittisk teosof.
Arundale blev ordförande i teosofiska samfundet 1934 med säte i Adyar, Madras. Han var tidigare biskop i liberala katolska kyrkan i Indien och verksam inom indiskt undervisningsväsen och scoutrörelse.